# Amar la trama
Amar la trama es el décimo.álbum de estudio del cantautor uruguayo Jorge Drexler. Realizado por Warner Music el 16 de marzo de 2010, después de cuatro años del último álbum con música original. Drexler trabajó como coproductor junto a Matías Cella y Carles Campi Campón. Los temas de las canciones giran en torno a sus sentimientos personales inspirados por viajes en Uruguay y España, sus vagabundeos globales y los pensamientos universales sobre los momentos diarios.

## Lista de canciones
Todas las canciones escritas por Jorge Drexler excepto donde se anota.

Todas las canciones escritas y compuestas por Jorge Drexler (except where noted). 
| N.º | Título                                                   | Duración |  |
| 1.  | «Tres mil millones de latidos»                           | 3:48     |  |
| 2.  | «La trama y el desenlace»                                | 4:06     |  |
| 3.  | «Las transeúntes»                                        | 5:03     |  |
| 4.  | «La nieve en la bola de nieve»                           | 4:53     |  |
| 5.  | «Mundo abisal»                                           | 4:08     |  |
| 6.  | «Toque de queda»                                         | 3:48     |  |
| 7.  | «Una canción me trajo hasta aquí»                        | 3:18     |  |
| 8.  | «Aquiles, por su talón es Aquiles»                       | 3:35     |  |
| 9.  | «I Don't Worry About a Thing (escrita por Mose Allison)» | 4:19     |  |
| 10. | «Noctiluca»                                              | 3:27     |  |
| 11. | «Todos a sus puestos»                                    | 3:03     |  |
| 12. | «Telón»                                                  | 2:32     |  |
| 13. | «Críticas»                                               | 3:04     |  |

## Personal
- Jorge Drexler – coproductor, voz, guitarra.
- Matías Cella – productor, voz.
- Carles Campi Campón – co-producer, autoarpa, glockenspiel, omnichord, guitarra, voz.
- Roc Albero – fliscorno.
- Borja Barrueta – lap steel, batería, voz.
- Josemi Carmona – guitarra española
- Ben Sidran – órgano, voz.
- Josema Martín – marimba, voz.
- Sebastián Merlín – marimba, voz.
- Leo Sidran – marimba.
- Ángela Cervantes – voz.
- Leonor Watling – voz.
- Xavi Lozano – voz.